# Чемпионат Европы по футболу 2016
Чемпионат Европы по футболу 2016  (сокращённо Евро-2016) — 15-й футбольный турнир для сборных европейских стран, проводящийся под эгидой УЕФА. Проходил во Франции с 10 июня по 10 июля 2016 года.
Сборная Португалии выиграла этот турнир (впервые в своей истории), победив хозяев в финале со счётом 1:0 в дополнительное время, и стала участником Кубка конфедераций 2017 года.
При этом, Португалия установила своеобразный рекорд, выиграв за всё время турнира всего один матч в основное время; помимо этого, португальцы вышли в плей-офф из группы только с третьего места, благодаря новым правилам, набрав всего три очка на групповом этапе.
В сентябре 2008 года исполком УЕФА постановил, что на Евро-2016 впервые сыграют 24 команды; 28 мая 2010 года в Женеве страной проведения была выбрана Франция (в третий раз в истории).

## Выборы организаторов

### Заявки
- Италия — дважды принимала чемпионат Европы (1968, 1980).
- Турция — ранее не принимала чемпионаты Европы.
- Франция — дважды принимала чемпионат Европы (1960, 1984).

Снявшиеся заявки
- Норвегия и  Швеция — Швеция принимала чемпионат Европы 1992 года; заявка аннулирована в декабре 2009 года из-за отсутствия поддержки со стороны правительства.
- Шотландия и  Уэльс — ранее не принимали чемпионаты Европы; сняли кандидатуру из-за финансового кризиса.
- Ирландия — ранее не принимала чемпионаты Европы; после безуспешных переговоров с Шотландией отозвала заявку.
- Россия — ранее не принимала чемпионаты Европы; в декабре 2008 года отказалась от борьбы из-за невозможности проведения двух турниров подряд в Восточной Европе[4].

### Голосование
В голосовании приняли участие 13 членов Исполнительного комитета УЕФА. В первом раунде каждый из голосующих должен был расставить три страны-кандидата в порядке приоритета. Страна, поставленная первой, получала 5 очков, второй — 2 очка, третьей — 1 очко. По итогам первого раунда страна, набравшая наименьшее количество очков (Италия), выбыла из гонки, и во втором раунде страна-хозяйка Евро-2016 определилась простым большинством голосов.
| Страна  | Раунд | Раунд |
| Страна  | 1-й   | 2-й   |
| ------- | ----- | ----- |
| Франция | 43    | 7     |
| Турция  | 38    | 6     |
| Италия  | 23    | —     |
| Итого   | 104   | 13    |

## Отборочный турнир

Квалифицировались в финальный турнир
Не смогли квалифицироваться

Из 54 команд в финальную часть прошли 23 сборные, которые присоединились к хозяйке турнира — сборной Франции.
Корзины для жеребьёвки были созданы по завершении отбора на чемпионат мира 2014 года, а жеребьёвка квалификационного этапа состоялась 23 февраля 2014 года в Ницце.
УЕФА перед квалификацией приняла несколько решений:
- в одну группу не могли попасть сборные Армении и Азербайджана по политическим причинам (в отборе на Евро-2008 обе команды отказались играть друг против друга)
- в одну группу также не могли попасть сборные Испании и Гибралтара.

Формат отборочного этапа представлял систему из 8 групп по 6 команд и 1 группы из 5 команд. Победители и команды, занявшие вторые места, попали на чемпионат Европы напрямую. Также напрямую должна была попасть лучшая команда среди третьих мест. Остальные 8 третьих команд должны были сыграть в стыковых матчах за оставшиеся четыре путёвки. Жеребьёвка квалификационного этапа чемпионата Европы 2016 прошла 23 февраля 2014 года во французском городе Ницца.

### Квалифицировались в финальный турнир
| Сборная           | Способ квалификации      | Дата квалификации | Участие | Подряд | В последний раз | Лучший результат                  |
| ----------------- | ------------------------ | ----------------- | ------- | ------ | --------------- | --------------------------------- |
| Франция           | Организатор              | 28 мая 2010       | 9       | 7      | 2012            | Чемпион (1984, 2000)              |
| Англия            | 1-е место в группе Е     | 5 сентября 2015   | 9       | 2      | 2012            | 3-е место (1968, 1996)            |
| Чехия             | 1-е место в группе A     | 6 сентября 2015   | 6       | 6      | 2012            | 2-е место (1996)                  |
| Исландия          | 2-е место в группе A     | 6 сентября 2015   | Дебют   | Дебют  | Дебют           | Дебют                             |
| Австрия           | 1-е место в группе G     | 8 сентября 2015   | 2       | 1      | 2008            | Групповой этап (2008)             |
| Северная Ирландия | 1-е место в группе F     | 8 октября 2015    | Дебют   | Дебют  | Дебют           | Дебют                             |
| Португалия        | 1-е место в группе I     | 8 октября 2015    | 7       | 6      | 2012            | 2-е место (2004)                  |
| Испания           | 1-е место в группе C     | 9 октября 2015    | 10      | 6      | 2012            | Чемпион (1964, 2008, 2012)        |
| Швейцария         | 2-е место в группе E     | 9 октября 2015    | 4       | 1      | 2008            | Групповой этап (1996, 2004, 2008) |
| Италия            | 1-е место в группе H     | 10 октября 2015   | 9       | 6      | 2012            | Чемпион (1968)                    |
| Бельгия           | 1-е место в группе B     | 10 октября 2015   | 5       | 1      | 2000            | 2-е место (1980)                  |
| Уэльс             | 2-е место в группе B     | 10 октября 2015   | Дебют   | Дебют  | Дебют           | Дебют                             |
| Румыния           | 2-е место в группе F     | 11 октября 2015   | 5       | 1      | 2008            | Четвертьфинал (2000)              |
| Албания           | 2-е место в группе I     | 11 октября 2015   | Дебют   | Дебют  | Дебют           | Дебют                             |
| Германия          | 1-е место в группе D     | 11 октября 2015   | 12      | 12     | 2012            | Чемпион (1972, 1980, 1996)        |
| Польша            | 2-е место в группе D     | 11 октября 2015   | 3       | 3      | 2012            | Групповой этап (2008, 2012)       |
| Россия            | 2-е место в группе G     | 12 октября 2015   | 5       | 4      | 2012            | Чемпион (1960)                    |
| Словакия          | 2-е место в группе C     | 12 октября 2015   | Дебют   | Дебют  | Дебют           | Дебют                             |
| Хорватия          | 2-е место в группе H     | 13 октября 2015   | 5       | 4      | 2012            | 1/4 финала (1996, 2008)           |
| Турция            | 3-е место в группе A     | 13 октября 2015   | 4       | 1      | 2008            | 3-е место (2008)                  |
| Венгрия           | Победа в стыковых матчах | 15 ноября 2015    | 3       | 1      | 1972            | 3-е место (1964)                  |
| Ирландия          | Победа в стыковых матчах | 16 ноября 2015    | 3       | 2      | 2012            | Групповой этап (1988, 2012)       |
| Швеция            | Победа в стыковых матчах | 17 ноября 2015    | 6       | 5      | 2012            | 3-е место (1992)                  |
| Украина           | Победа в стыковых матчах | 17 ноября 2015    | 2       | 2      | 2012            | Групповой этап (2012)             |

1. ↑  Сборная Чехии является преемником сборной Чехословакии, которая принимала участие в 3 финальных турнирах. Лучший результат — 1 место на чемпионате Европы 1976 года
2. ↑  Сборная России является преемником сборной СССР, которая принимала участие в 5 финальных турнирах. Лучший результат — 1 место на чемпионате Европы 1960 года
3. ↑  Сборная Чехословакии принимала участие в 3 финальных турнирах. Лучший результат — 1 место на чемпионате Европы 1976 года
4. ↑  Сборная Югославии принимала участие в 5 финальных турнирах. Лучший результат — 2 место на чемпионатах 1960 и 1968 годов
5. ↑  Сборная СССР принимала участие в 5 финальных турнирах. Лучший результат — 1 место на чемпионате Европы 1960 года

## Места проведения
Большинство стадионов, принимающих чемпионат Европы 2016 года, в разные годы принимали футбольные чемпионаты Европы и мира. Среди которых чемпионаты мира по футболу 1938 и 1998 годов, чемпионаты Европы по футболу 1960 и 1984 годов, а также кубок конфедераций 2003 года.
| Франция             | Франция | Франция | Франция |
| Сен-Дени            | Марсель | Десин-Шарпьё (Лион)                                                                                                   | Вильнёв-д’Аск (Лилль)                                                                                                 |
| ------------------- | --- | --- | --- |
| Стад де Франс       | Оранж Велодром | Парк Олимпик Лионне                                                                                                   | Пьер Моруа |
| Вместимость: 80 100 | Вместимость: 67 354                                                                                                   | Вместимость: 58 585                                                                                                   | Вместимость: 49 822                                                                                                   |
|                     | | | |
| Париж               | Сен-Дени Париж Ланс Лион Бордо Вильнёв-д’Аск Сент-Этьен Тулуза Марсель НиццаЧемпионат Европы по футболу 2016, Франция | Сен-Дени Париж Ланс Лион Бордо Вильнёв-д’Аск Сент-Этьен Тулуза Марсель НиццаЧемпионат Европы по футболу 2016, Франция | Сен-Дени Париж Ланс Лион Бордо Вильнёв-д’Аск Сент-Этьен Тулуза Марсель НиццаЧемпионат Европы по футболу 2016, Франция |
| Парк де Пренс       | Сен-Дени Париж Ланс Лион Бордо Вильнёв-д’Аск Сент-Этьен Тулуза Марсель НиццаЧемпионат Европы по футболу 2016, Франция | Сен-Дени Париж Ланс Лион Бордо Вильнёв-д’Аск Сент-Этьен Тулуза Марсель НиццаЧемпионат Европы по футболу 2016, Франция | Сен-Дени Париж Ланс Лион Бордо Вильнёв-д’Аск Сент-Этьен Тулуза Марсель НиццаЧемпионат Европы по футболу 2016, Франция |
| Вместимость: 47 294 | Сен-Дени Париж Ланс Лион Бордо Вильнёв-д’Аск Сент-Этьен Тулуза Марсель НиццаЧемпионат Европы по футболу 2016, Франция | Сен-Дени Париж Ланс Лион Бордо Вильнёв-д’Аск Сент-Этьен Тулуза Марсель НиццаЧемпионат Европы по футболу 2016, Франция | Сен-Дени Париж Ланс Лион Бордо Вильнёв-д’Аск Сент-Этьен Тулуза Марсель НиццаЧемпионат Европы по футболу 2016, Франция |
|                     | Сен-Дени Париж Ланс Лион Бордо Вильнёв-д’Аск Сент-Этьен Тулуза Марсель НиццаЧемпионат Европы по футболу 2016, Франция | Сен-Дени Париж Ланс Лион Бордо Вильнёв-д’Аск Сент-Этьен Тулуза Марсель НиццаЧемпионат Европы по футболу 2016, Франция | Сен-Дени Париж Ланс Лион Бордо Вильнёв-д’Аск Сент-Этьен Тулуза Марсель НиццаЧемпионат Европы по футболу 2016, Франция |
| Бордо               | Сен-Дени Париж Ланс Лион Бордо Вильнёв-д’Аск Сент-Этьен Тулуза Марсель НиццаЧемпионат Европы по футболу 2016, Франция | Сен-Дени Париж Ланс Лион Бордо Вильнёв-д’Аск Сент-Этьен Тулуза Марсель НиццаЧемпионат Европы по футболу 2016, Франция | Сен-Дени Париж Ланс Лион Бордо Вильнёв-д’Аск Сент-Этьен Тулуза Марсель НиццаЧемпионат Европы по футболу 2016, Франция |
| Матмют Атлантик     | Сен-Дени Париж Ланс Лион Бордо Вильнёв-д’Аск Сент-Этьен Тулуза Марсель НиццаЧемпионат Европы по футболу 2016, Франция | Сен-Дени Париж Ланс Лион Бордо Вильнёв-д’Аск Сент-Этьен Тулуза Марсель НиццаЧемпионат Европы по футболу 2016, Франция | Сен-Дени Париж Ланс Лион Бордо Вильнёв-д’Аск Сент-Этьен Тулуза Марсель НиццаЧемпионат Европы по футболу 2016, Франция |
| Вместимость: 42 115 | Сен-Дени Париж Ланс Лион Бордо Вильнёв-д’Аск Сент-Этьен Тулуза Марсель НиццаЧемпионат Европы по футболу 2016, Франция | Сен-Дени Париж Ланс Лион Бордо Вильнёв-д’Аск Сент-Этьен Тулуза Марсель НиццаЧемпионат Европы по футболу 2016, Франция | Сен-Дени Париж Ланс Лион Бордо Вильнёв-д’Аск Сент-Этьен Тулуза Марсель НиццаЧемпионат Европы по футболу 2016, Франция |
|                     | Сен-Дени Париж Ланс Лион Бордо Вильнёв-д’Аск Сент-Этьен Тулуза Марсель НиццаЧемпионат Европы по футболу 2016, Франция | Сен-Дени Париж Ланс Лион Бордо Вильнёв-д’Аск Сент-Этьен Тулуза Марсель НиццаЧемпионат Европы по футболу 2016, Франция | Сен-Дени Париж Ланс Лион Бордо Вильнёв-д’Аск Сент-Этьен Тулуза Марсель НиццаЧемпионат Европы по футболу 2016, Франция |
| Сент-Этьен          | Ницца | Ланс | Тулуза |
| Жоффруа Гишар       | Альянц Ривьера | Боллар-Делелис | Стадион Тулузы |
| Вместимость: 41 965 | Вместимость: 35 624                                                                                                   | Вместимость: 35 200                                                                                                   | Вместимость: 33 150                                                                                                   |
|                     | | | |

## Формат турнира

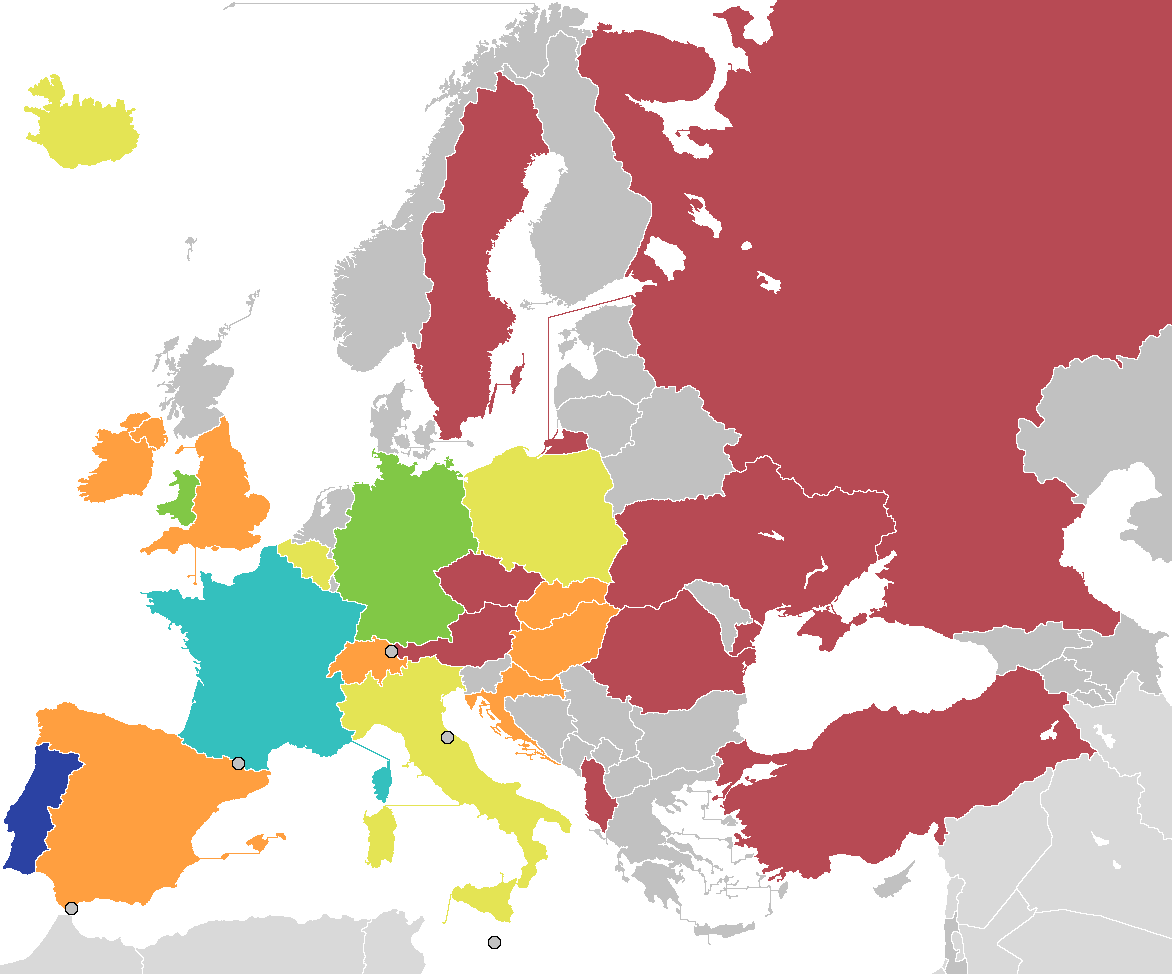
Результаты команд-участников Евро-2016
Чемпион
Финалист
Полуфинал
Четвертьфинал
1/8 финала
Групповой этап

Для того, чтобы увеличить количество команд от 16 до 24, в финальный турнир было решено добавить 2 дополнительных группы по 4 команды и ещё одну стадию плей-офф (1/8 финала). В плей-офф выходят команды, занявшие в группах первое и второе место, а также четыре лучшие команды, занявшие третьи места (команды, выходящие с третьего места, определяются по количеству очков, набранных в группе).
Дополнительные показатели при равенстве очков у 2 и более команд (статья 18.01 Регламента проведения чемпионата Европы 2016):
```
     a. Результат игр между собой - очки;
     b. Результат игр между собой - разница мячей;
     c. Результат игр между собой - количество забитых мячей;
     d. Если после применения критериев от а) до с) команды по-прежнему имеют равные показатели,
     то для определения итогового турнирного положения критерии от а) до с)
     применяются повторно исключительно к матчам с участием этих команд.
     Если и эта процедура не позволяет принять окончательное решение, то используются критерии от e) до h):
     e. Общая разность мячей;
     f. Количество мячей, забитых во всех играх;
     g. Честная игра, описанная в приложении C.5.1;
     h. Позиция в рейтинге УЕФА для национальных сборных
```

```
(статья 18.02):
     Если две команды, имеющие одинаковое количество очков, забитых и пропущенных мячей, играют последний матч в группе
     друг против друга, и эти показатели равны по окончании матча, то лучшая из этих двух команд определяется в серии пенальти
     при условии, что никакие другие команды в группе не имеют такое же количество очков.
     Если более двух команд в группе имеют одинаковое количество очков, то применяются критерии статьи 18.01.
```

Регламент чемпионата Европы по футболу для таблицы третьих команд.
```
  Определение четырех лучших сборных среди третьих команд
  (статья 18.03):
     a. Большее количество очков;
     b. Лучшая разность мячей;
     c. Количество забитых мячей;
     d. Честная игра, описанная в приложении C.5.1;
     e. Позиция в рейтинге УЕФА для национальных сборных (см. приложение B.1.2.b)
[
7
]
.
```

| Список групп с вышедшими в 1/8 третьими командами | A1 | B1 | C1 | D1 |
| ------------------------------------------------- | -- | -- | -- | -- |
| ABCD                                              | C3 | D3 | A3 | B3 |
| ABCE                                              | C3 | A3 | B3 | E3 |
| ABCF                                              | C3 | A3 | B3 | F3 |
| ABDE                                              | D3 | A3 | B3 | E3 |
| ABDF                                              | D3 | A3 | B3 | F3 |
| ABEF                                              | E3 | A3 | B3 | F3 |
| ACDE                                              | C3 | D3 | A3 | E3 |
| ACDF                                              | C3 | D3 | A3 | F3 |
| ACEF                                              | C3 | A3 | F3 | E3 |
| ADEF                                              | D3 | A3 | F3 | E3 |
| BCDE                                              | C3 | D3 | B3 | E3 |
| BCDF                                              | C3 | D3 | B3 | F3 |
| BCEF                                              | E3 | C3 | B3 | F3 |
| BDEF                                              | E3 | D3 | B3 | F3 |
| CDEF                                              | C3 | D3 | F3 | E3 |

## Финальный турнир

### Жеребьёвка и посев команд
Жеребьёвка состоялась в Париже 12 декабря 2015 года в 18:00 (CET).
Команды были разбиты на четыре корзины:
- Корзина 1: пять участников отборочного цикла, включая действующих чемпионов Европы испанцев.
- Корзины 2, 3 и 4: по шесть команд

Сборной Франции не было ни в одной корзине посева, поскольку ей автоматически присвоена первая позиция в группе А.
| Корзина 1  | Корзина 1 |
| Команда    | Коэфф.    |
| ---------- | --------- |
| Испания    | 37,962    |
| Германия   | 40,236    |
| Англия     | 35,963    |
| Португалия | 35,138    |
| Бельгия    | 34,442    |
|            |           |

| Корзина 2 | Корзина 2 |
| Команда   | Коэфф.    |
| --------- | --------- |
| Италия    | 34,345    |
| Россия    | 31,345    |
| Швейцария | 31,254    |
| Австрия   | 30,932    |
| Хорватия  | 30,642    |
| Украина   | 30,313    |

| Корзина 3 | Корзина 3 |
| Команда   | Коэфф.    |
| --------- | --------- |
| Чехия     | 29,403    |
| Швеция    | 29,028    |
| Польша    | 28,306    |
| Румыния   | 28,038    |
| Словакия  | 27,171    |
| Венгрия   | 27,142    |

| Корзина 4         | Корзина 4 |
| Команда           | Коэфф.    |
| ----------------- | --------- |
| Турция            | 27,033    |
| Ирландия          | 26,902    |
| Исландия          | 25,388    |
| Уэльс             | 24,531    |
| Албания           | 23,216    |
| Северная Ирландия | 22,961    |

В результате жеребьёвки участники финальной стадии были разбиты на шесть квартетов (от A до F), откуда в плей-офф пройдут по две сильнейшие сборные, а также четыре лучшие команды, занявшие третьи места.

### Главные тренеры и капитаны команд
У тренеров флаг указан, если специалист возглавляет сборную не своей страны
| Сборная           | Тренер             | Капитан              |
| ----------------- | ------------------ | -------------------- |
| Франция           | Дидье Дешам        | Уго Льорис           |
| Румыния           | Ангел Йордэнеску   | Влад Кирикеш         |
| Албания           | Джанни Де Бьязи    | Лорик Цана           |
| Швейцария         | Владимир Петкович  | Штефан Лихтштайнер   |
| Англия            | Рой Ходжсон        | Уэйн Руни            |
| Россия            | Леонид Слуцкий     | Роман Широков        |
| Уэльс             | Крис Коулман       | Эшли Уильямс         |
| Словакия          | Ян Козак           | Мартин Шкртел        |
| Германия          | Йоахим Лёв         | Бастиан Швайнштайгер |
| Украина           | Михаил Фоменко     | Анатолий Тимощук     |
| Польша            | Адам Навалка       | Роберт Левандовский  |
| Северная Ирландия | Майкл О’Нил        | Стивен Дэвис         |
| Испания           | Висенте дель Боске | Икер Касильяс        |
| Чехия             | Павел Врба         | Томаш Росицкий       |
| Турция            | Фатих Терим        | Арда Туран           |
| Хорватия          | Анте Чачич         | Дарио Срна           |
| Бельгия           | Марк Вильмотс      | Эден Азар            |
| Италия            | Антонио Конте      | Джанлуиджи Буффон    |
| Ирландия          | Мартин О’Нил       | Робби Кин            |
| Швеция            | Эрик Хамрен        | Златан Ибрагимович   |
| Португалия        | Фернанду Сантуш    | Криштиану Роналду    |
| Исландия          | Ларс Лагербек      | Арон Гуннарссон      |
| Австрия           | Марсель Коллер     | Кристиан Фукс        |
| Венгрия           | Бернд Шторк        | Балаж Джуджак        |

### Составы команд
Травмы
Ряд игроков национальных сборных получили травмы и не смогли принять участие в чемпионате Европы. В их число вошли:
- Курт Зума[8] («Челси», Англия)
- Матьё Дебюши[9] («Бордо», Франция)
- Рафаэль Варан[10] («Реал Мадрид», Испания)
- Жереми Матьё[11] («Барселона», Испания)
- Лассана Диарра[12] («Марсель», Франция)
- Джек Батленд[13] («Сток Сити», Англия)
- Алекс Окслейд-Чемберлен[14] («Арсенал» (Лондон), Англия)
- Дэнни Уэлбек[15] («Арсенал» (Лондон), Англия)
- Люк Шоу[16] («Манчестер Юнайтед», Англия)
- Денис Черышев[17] («Валенсия», Испания)
- Юрий Жирков[18] («Зенит» (Санкт-Петербург), Россия)
- Олег Кузьмин[18] («Рубин» (Казань), Россия)
- Алан Дзагоев[19] (ЦСКА (Москва), Россия)
- Игорь Денисов[20] («Динамо» (Москва), Россия)
- Том Брэдшоу[21] («Уолсолл», Англия)
- Адам Хэнли[22] («Блэкберн Роверс», Англия)
- Илкай Гюндоган[23] («Боруссия» (Дортмунд), Германия)
- Марко Ройс[24] («Боруссия» (Дортмунд), Германия)
- Антонио Рюдигер[25] («Рома», Италия)
- Руслан Малиновский[26] («Генк», Бельгия)
- Павел Вшолек[27] («Эллас Верона», Италия)
- Мацей Рыбус[28] («Терек», Россия)
- Крис Брант[29] («Вест Бромвич Альбион», Англия)
- Даниэль Карвахаль[30] («Реал Мадрид», Испания)
- Венсан Компани[31] («Манчестер Сити», Англия)
- Бьорн Энгелс[32] («Брюгге», Бельгия)
- Николас Ломбертс[33] («Зенит» (Санкт-Петербург), Россия)
- Дедрик Бойата[34] («Селтик», Шотландия)
- Маттиа Перин[35] («Дженоа», Италия)
- Клаудио Маркизио[36] («Ювентус», Италия)
- Марко Верратти[37] («Пари Сен-Жермен», Франция)
- Риккардо Монтоливо[38][39] («Милан», Италия)
- Роб Эллиот[40] («Ньюкасл Юнайтед», Англия)
- Фабиу Коэнтрау[41] («Монако», Франция)
- Данни[42] («Зенит» (Санкт-Петербург), Россия)

### Экипировка команд
| Бренд  | # | Сборные                                                                                |
| ------ | - | -------------------------------------------------------------------------------------- |
| Adidas | 9 | Бельгия, Венгрия, Германия, Испания, Россия, Северная Ирландия, Украина, Уэльс, Швеция |
| Nike   | 6 | Англия, Польша, Португалия, Турция, Франция, Хорватия                                  |
| Puma   | 5 | Австрия, Италия, Словакия, Чехия, Швейцария                                            |
| Errea  | 1 | Исландия                                                                               |
| Joma   | 1 | Румыния                                                                                |
| Macron | 1 | Албания                                                                                |
| Umbro  | 1 | Ирландия                                                                               |

## Судейские бригады
Полный список судей был представлен 1 марта 2016 года.